# Anthony Higgins

Anthony Higgins al centro in I misteri del giardino di Compton House (1982)

Anthony Higgins (Northampton, 9 maggio 1947) è un attore britannico.

## Biografia
Dopo gli studi superiori, frequenta il Birmingham Repertory Theatre, una delle istituzioni più prestigiose del Regno Unito, da cui è partita la carriera di attori come John Gielgud, Peggy Ashcroft, Laurence Olivier, Albert Finney, Julie Christie. Dopo aver cominciato a lavorare in teatro e in televisione, debutta nel cinema nel 1967 in Di pari passo con l'amore e la morte sotto la regia di John Huston, come Anthony Corlan (Corlan è il cognome della madre).
Negli anni settanta lavora principalmente in teatro per la Royal Shakespeare Company e il Royal National Theatre, ma partecipa a produzioni televisive per la BBC. All'inizio degli anni ottanta il cinema si interessa nuovamente a lui: compare in I predatori dell'arca perduta (1981), Quartet (1981), I misteri del giardino di Compton House (1982). Da allora continua a dividersi fra televisione e cinema, comparendo in grandi produzioni internazionali e serie TV britanniche e australiane.

## Filmografia

### Cinema
- Di pari passo con l'amore e la morte (A Walk with Love and Death), regia di John Huston (1969)
- Una messa per Dracula (Taste the Blood of Dracula), regia di Peter Sasdy (1970)
- Something for Everyone, regia di Harold Prince (1970)
- La regina dei vampiri (Vampire Circus), regia di Robert Young (1972)
- Flavia, la monaca musulmana, regia di Gianfranco Mingozzi (1974)
- La nave dei dannati (Voyage of the Damned), regia di Stuart Rosenberg (1976)
- Quartet, regia di James Ivory (1981)
- I predatori dell'arca perduta (Raiders of the Lost Ark), regia di Steven Spielberg (1981)
- I misteri del giardino di Compton House (The Draughtsman's Contract), regia di Peter Greenaway (1982)
- La sposa promessa (The Bride), regia di Franc Roddam (1985)
- She'll Be Wearing Pink Pyjamas, regia di John Goldschmidt (1985)
- Piramide di paura (Young Sherlock Holmes), regia di Barry Levinson (1985)
- Max amore mio (Max, Mon Amour), regia di Nagisa Ōshima (1986)
- The Bridge, regia di Syd Macartney (1992)
- Sweet Killing, regia di Eddy Matalon (1993)
- Amore con interessi (For Love or Money), regia di Barry Sonnenfeld (1993)
- Nostradamus, regia di Roger Christian (1994)
- Indian Summer, regia di Nancy Meckler (1996)
- The Fifth Province, regia di Frank Stapleton (1997)
- Bandyta, regia di Maciej Dejczer (1997)
- Deeply, regia di Sheri Elwood (2000)
- The Last Minute, regia di Stephen Norrington (2001)
- Chromophobia, regia di Martha Fiennes (2005)
- Malice in Wonderland, regia di Simon Fellows (2009)
- Bel Ami - Storia di un seduttore (Bel Ami), regia di Declan Donnellan e Nick Ormerod (2012)
- La grande passione (United Passions), regia di Frédéric Auburtin (2014)

### Televisione
- The Eagle of the Ninth – miniserie TV, 6 puntate (1977)
- Reilly, l'asso delle spie (Reilly: Ace of Spies) – miniserie TV, 3 puntate (1983)
- Segreti (Lace), regia di William Hale – miniserie TV, 2 puntate (1984)
- Napoleone e Giuseppina (Napoleon and Josephine: A Love Story), regia di Richard T. Heffron – miniserie TV, 3 puntate (1987)
- Danubio blu (Die Strauß-Dynastie), regia di Marvin J. Chomsky – miniserie TV, 8 puntate (1991)
- Mosè (Moses), regia di Roger Young – miniserie TV, 2 puntate (1995-1996)
- Law & Order: UK – serie TV, episodio 1x05 (2009)
- Miss Marple (Agatha Christie's Marple) – serie TV, episodio 5x02 (2010)

## Doppiatori italiani
Nelle versioni in italiano delle opere in cui ha recitato, Anthony Higgins è stato doppiato da:
- Sergio Di Stefano in La sposa promessa, Segreti, Amore con interessi
- Saverio Moriones ne I misteri del giardino di Compton House, Le inchieste dell'ispettore Zen
- Carlo Cosolo in Quartet
- Sandro Acerbo ne I predatori dell'arca perduta
- Gianni Williams in Piramide di paura
- Tonino Accolla in Max amore mio
- Stefano Benassi in Miss Marple
- Luciano Roffi in Chromophobia
- Ambrogio Colombo in Law & Order: UK
- Giovanni Petrucci in La grande passione
- Raffaele Farina in Rosamunde Pilcher - Quattro sfumature d'amore
- Gianfranco Miranda ne I predatori dell'arca perduta (ridoppiaggio)